# 719 v.Chr.
Het jaar 719 v.Chr. is een jaartal volgens de christelijke jaartelling.

## Gebeurtenissen

### Klein-Azië
- Koning Rusa I van Urartu sluit een verbond met de Kimmeriërs en probeert de zwakte van Assur uit te buiten.